# 佐藤愛子 (タレント)
佐藤 愛子（さとう あいこ、1973年10月22日 - ）は、日本の元女優、元タレント。乙女塾出身のアイドルであり、グループである元ribbonのメンバーであった。
埼玉県川越市出身。
日本放送協会学園高等学校　卒業
血液型B型。

## プロフィール
- 1989年 - フジテレビのテレビ番組『パラダイスGoGo!!』で、乙女塾3期生としてデビュー。永作博美、松野有里巳と3人でアイドルグループribbonを結成。
- 1994年 - ribbon活動休止（実質解散、または自然消滅）後、タレントとして活動。
- その後 - 1990年代後半(詳細時期不明)頃、芸能界を引退し、結婚。現在は海外在住。

## 出演
テレビ番組
- 笑っていいとも!

（フジテレビ）
（1994年4月 - 9月
※木曜日担当）
- 電波結社バババ団

（中京テレビ放送）
- 週末の怪人

-セントマーチンの夏
（日本テレビ）
- 電脳☆GQバトラー!!（讀賣テレビ放送）
- ライオンのごきげんよう（フジテレビ）

CM
✴︎カルビーさやえんどう
✴︎カルビーチーズビット